# マックス・ブランド
マックス・ブランド（Max Brand、1892年5月29日 - 1944年5月12日）は、アメリカ合衆国の作家、脚本家。
本名、フレデリック・シラー・ファウスト(Frederick Schiller Faust)。他のペンネームに、ジョージ・オーエン・バクスター(George Owen Baxter)、マーティン・デクスター(Martin Dexter)、エヴィン・エヴァンズ(Evin Evans)、デイビッド・マニング(David Manning)、ピーター・ドーソン(Peter Dawson)、ジョン・フレデリック(John Frederick)、ピート・モーランド(Pete Morland)などがある。
エドガー・ウォーレスやアイザック・アシモフと並ぶ多作の作家として知られ、500以上の小説を発表。生涯に2千5百万から3千万語を記したと推定される。毎週末ごとにおよそ1万2000語の作品を一本書き上げていたという。

## 来歴
ワシントン州シアトル生まれ。幼くして両親と死別し、中部カリフォルニアで育った。長じてカリフォルニア州サンホアキン・バレー(San Joaquin Valley)にある牧場の1つでカウボーイとして働く。カリフォルニア大学バークレー校に進学し、そこで執筆活動を開始する。ただし学校ではトラブルメーカーとみなされ、やがて中退する。
1910年代、その頃次々と発刊された新しいパルプ・マガジンに作品を売り始める。
1917年、米国が第一次世界大戦に参戦すると、年齢を偽って軍に入隊しようとした。
1920年代、彼多くのジャンルに作品を量産し、最初はパルプ・マガジン、そして後にはより高級なスリック誌（すべすべな上質紙に印刷された雑誌）で成功し、人気作家として名声を得た。
彼は西部劇の名キャラクター、デストリー(Destry)を生み出し、「砂塵の町」(1939)、「野郎! 拳銃で来い」(1955)として映画化された。また別のキャラクター、ドクター・キルデア(Dr. Kildare)は1940年代に映画化、さらにラジオドラマ化され、1961年からはNBCでテレビシリーズ化された（日本では1962年にテレビ朝日系で放映された）。
1930年代、ハリウッドと契約し、様々な脚本を執筆。ワーナー・ブラザースは彼に週3000ドル（平均的な労働者の年収に匹敵する）を支払い、またメトロ・ゴールドウィン・メイヤーはドクター・キルデアのキャラクター使用料を支払っていた。これらによって彼は当時の作家の中で最高クラスの収入を得ていた。
次第にパルプ小説の執筆に軽蔑を感じるようになった彼は、一度書き上げたパルプ小説の校正は一切行わず、自分の作品が掲載されたパルプ・マガジンを家に持ち込むことも許さなくなった。
彼は古典的な詩作を発表するために本名の使用を控えていたのだが、悲しむべきことに、彼の詩は商業的に（おそらく芸術的にも）失敗に終わった。しかし彼が神話学に対して抱いていた愛情は、彼の作品に変わらぬインスピレーションを与える源泉であった。また彼の古典文学への傾倒こそがジャンル・フィクションにおける彼の成功の一因であると思われる。古典からの影響は、彼の最初の小説「The Untamed」（1920年、トム・ミックス(Tom Mix)主演で映画化された）に強く見られる。
1930年代半ば、ファウストはアルコール使用障害となり、1938年にイタリアへ転居した。彼はイタリアを死に場所とするために転居したのだったが、多くの使用人のいるフィレンツェの別荘に住み、テニス、乗馬、スポーツカー(Isotta-Fraschini)でのドライブなどで大いに楽しみ、活躍した。こういった浪費的な生活が彼に更なる執筆を強い、浪費は相変わらず続けられた。
第二次世界大戦が勃発すると、彼はその年齢にもかかわらず、前線での従軍記者になることに成功する。前線の兵士たちは人気作家の従軍を喜び、彼の取材を楽しんだ。しかしイタリアにおける対独戦で致命傷を負い、1944年に塹壕内で死亡した。
西部劇小説で得た名声とは逆に、彼は“西部”というものを心から嫌っていた。そのため1919年に『アーゴシー･マガジン(Argosy Magazine)』の編集長ボブ・デイビス(Bob Davis)から牧場への旅行を強制されたときには、烈火のごとく怒ったという。

## 邦訳作品
- 「砂塵の町」Destry Rides Again（中央文庫）
- 「峡谷の銃声」Singing Guns（新鋭社ダイヤモンドブックス）